# 413
El 413 (CDXIII) fou un any comú començat en dimecres del calendari julià.

## Necrològiques
- Mort del rei Bhadravarman I de Xampa. Li succeeix el seu fill Ti Chen.
- Mort del rei Chandragupta II de Maghada. La successió és per al seu fill Kamuragupta.